# Limopsis oliveri
Limopsis oliveri is een tweekleppigensoort uit de familie van de Limopsidae. De wetenschappelijke naam van de soort is voor het eerst geldig gepubliceerd in 2004 door Amano & Lutaenko.